# Ilanga gotoi
Ilanga gotoi là một loài ốc biển, là động vật thân mềm chân bụng sống ở biển thuộc họ Solariellidae.